# Luis Rocco
Luis Rocco (* 21. April 1951 in Santa Fe) ist ein argentinischer Flötist.

## Leben
Luis Rocco studierte an der Musikschule von Santa Fe (Klavier und Flöte) und an der Universidad Nacional del Litoral bei Carmelo Velardo. Er setzte seine Flötenausbildung bei Alfredo Iannelli und Oscar Piluso in Buenos Aires fort und nahm Meisterkurse bei Velardo, Jean Claude Gerard, Jean Noe Sagard und Lars Nilsson.
Er war Flötist des Orquesta Sinfónica Provincial de Santa Fe, des Orquesta Sinfónica Provincial de Entre Ríos und des Kammerorchesters des Instituto Superior de Música der Universidad Nacional del Litoral. 1985 wurde er Erster Flötist und Piccoloflötist des Orquesta Filarmónica de Buenos Aires. Als Soloflötist spielte er Uraufführungen von Werken der argentinischen Komponisten Pablo Aguirre, Jorge Mockert, Guillo Espel und Enzo Gieco.
Er zählte zu den Gründungsmitgliedern des Kammermusikorchesters Artis, spielte in kammermusikalischen Formationen wie der Academia Bach und der Camerata Bariloche und war von 1996 bis 2003 Mitglied des Trios La Posta. Seit 2002 bildet er ein Duo mit dem Pianisten und Komponisten Pablo Aguirre. Er ist Professor für Flöte an der Universidad Nacional del Litoral und am Konservatorium von Buenos Aires.

## Diskographie
- Hector Berlioz: Sinfonie Fantastique, Alberto Ginastera: Estancias (mit dem Orquesta Filarmónica de Buenos Aires unter Leitung von García Navarro), 1996
- Classical Music Meets Tango (mit Pablo Aguirre), 2004
- Vivaldi en Buenos Aires (Orquesta de cámara Artis unter Leitung von Marta Luna), 2005